# One Last Time: An Evening with Tony Bennett and Lady Gaga
A One Last Time: An Evening with Tony Bennett and Lady Gaga egy televíziós különkiadás Tony Bennett és Lady Gaga amerikai énekesek előadásában. Eredetileg 2021. november 28-án sugározták a CBS csatornán, miközben egyidejűleg elérhető volt a Paramount+ platformon is. A műsor válogatott duettekből és szólóelőadásokból állt, és a 2021. szeptember 30-án megjelent Love for Sale című második közös stúdióalbumuk promóciójának része volt. A különkiadás Bennett 95. születésnapjának ünneplésére készült, és 2021. augusztus 3-án és 5-én vették fel, amikor Bennett és Gaga két koncertet adott a New York-i Radio City Music Hallban. Ezek voltak Bennett utolsó nyilvános fellépései, mivel röviddel ezután egészségi állapota miatt visszavonult az élő előadásoktól.
A duóhoz egy 41 tagú zenekar és mindkét előadóhoz köthető zenészek csatlakoztak a színpadon. A műsor megjelenése előtt a koncertek kulisszái mögötti pillanatokat a CBS 60 Minutes című televíziós hírmagazinja dokumentálta, míg az Anything Goes című dal előadását előzetesként sugározták a The Late Show with Stephen Colbert műsorában 2021. november 23-án. A különkiadást a bemutatása során 6,38 milliós nézőszámot ért el, és pozitív kritikai fogadtatásban részesült, továbbá négy jelölést kapott a 74. Primetime Emmy-díjátadón.

## Háttér és megjelenés
Tony Bennett és Lady Gaga először 2011-ben találkoztak a New York-i Robin Hood Foundation gáláján, Gaga fellépése után. Ez a találkozás vezetett első duettjükhöz, a The Lady Is a Tramp-hez, majd első közös albumukhoz, a Cheek to Cheek-hez (2014), valamint számos közös élő fellépéshez, beleértve egy koncertturnét is.

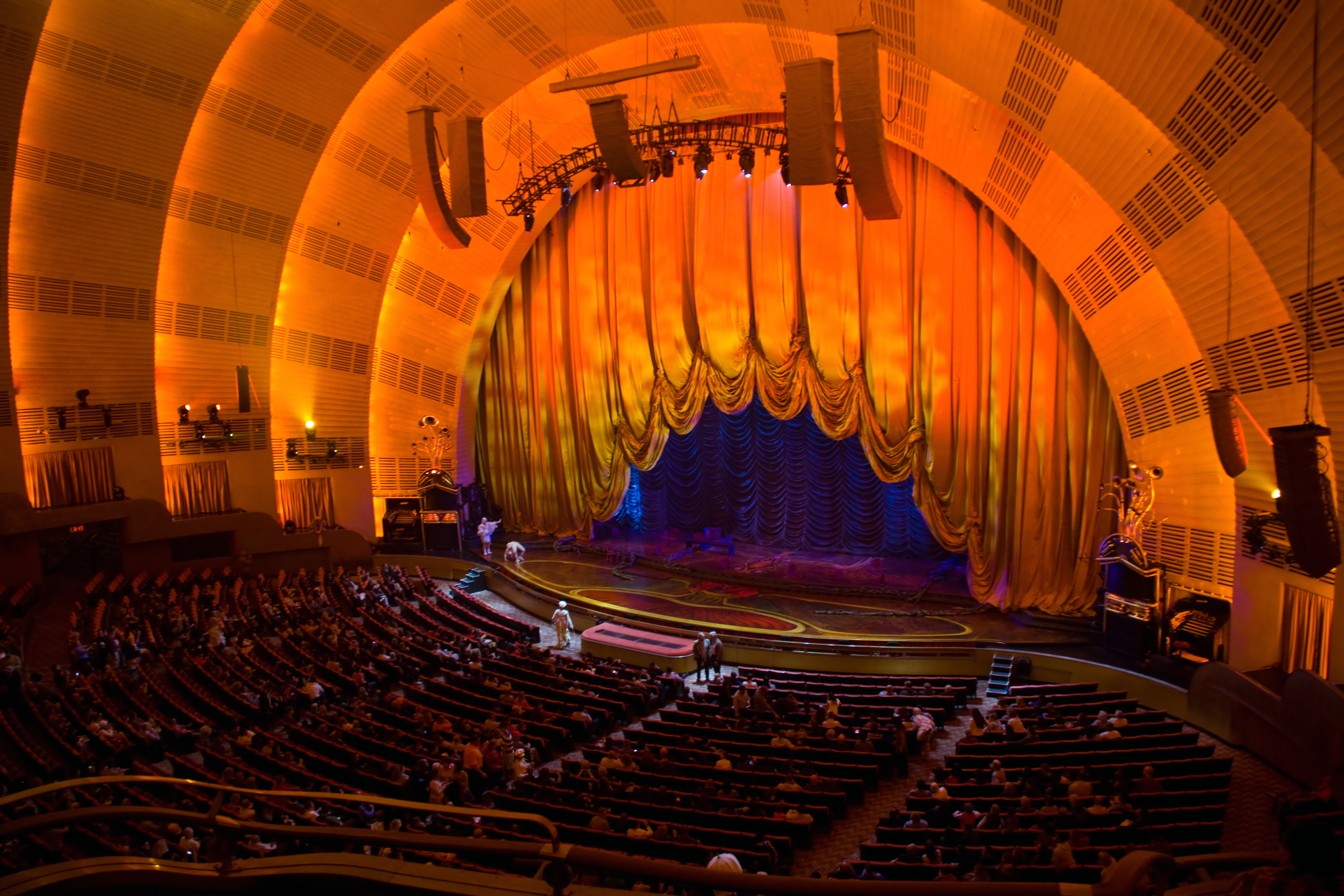
A koncerteket a New York-i Radio City Music Hallban tartották

Darren Pfeffer, a Madison Square Garden Entertainment ügyvezető alelnöke bejelentette, hogy a duó 2021. augusztus 3-án és 5-én adja elő a One Last Time című dupla koncertet a Radio City Music Hallban. Ezt az alkalmat "a tízéves barátságuk tiszteletére és Bennett 95. születésnapjának megünneplésére" szánták. A koncertsorozatot Bennett utolsó élő fellépéseinek hirdették New Yorkban, majd később hivatalosan is bejelentették, hogy ezek lesznek karrierje utolsó nyilvános előadásai, mivel orvosi utasításra visszavonult az élő fellépésektől. Bennettnél 2016-ban Alzheimer-kórt diagnosztizáltak. Bár minden dalra emlékezett, családja bizonytalan volt abban, hogy állapota milyen hatással lesz a koncertekre. A fellépések előkészületei nagyobb kihívást jelentettek, mint a korábbiak, Gaga pedig egyszerűbb kommunikációval igyekezett érthetővé tenni magát Bennett számára. Az első koncert után Susan Benedetto, az énekes felesége így nyilatkozott: "Amikor meglátta a közönséget (...) és felemelte a kezeit, (...) tudtam, hogy rendben leszünk, mert önmaga lett. Egyszerűen bekapcsolt. Tudja olyan volt, mint egy villanykapcsoló."
2021 szeptemberében bejelentették, hogy Bennett és Gaga második, egyben utolsó közös albuma, a Love for Sale megjelenésének részeként a duó együttműködik a ViacomCBS-szel három különböző különkiadás erejéig. Az első a One Last Time volt, amely a Radio City Music Hallban adott két koncertjük filmes változata. A különkiadás megjelenése előtt a koncertek előkészületeit és kulisszái mögötti pillanatokat a CBS 60 Minutes című hírmagazinja dokumentálta, míg az Anything Goes teljes előadását 2021. november 23-án a The Late Show with Stephen Colbert című műsorban mutatták be előzetesként. A One Last Time november 28-án került egyszerre adásba a CBS csatornán, és vált elérhetővé a Paramount+ streaming szolgáltatáson.

## Szinopszis
A különkiadás azzal kezdődik, hogy Gaga egy félig kristályokkal díszített, félig tollakkal borított, kivágott ruhában megjelenik a színpadon. Előadja a Luck Be a Lady című dalt, és felkéri a közönséget, hogy csatlakozzon hozzá Bennett 95. születésnapjának ünneplésében. Ezután elénekli az Orange Colored Sky-t, amelyet Bennett először azon a napon hallott tőle, amikor megismerkedtek. Gaga egy fényes, fekete, „francia szobalány által inspirált koktélruhára” vált, és folytatja az előadást a Let’s Do It című dallal, amely a duó Love for Sale című, Cole Porter előtt tisztelgő albumáról származik. Elmondja, hogy Porter hosszú ideje inspirálja őt. A dal egy lágy, zongorás változattal kezdődik, majd egy „lelkesítő verzióba” vált. Gaga utolsó szólódala előtt arra biztatja a közönséget, hogy nevettessék meg és mosolyogtassák meg Bennettet, majd egy cilinderben adja elő a New York, New York című dalt.
A függöny legördülését követően Bennett jelenik meg, és Lee Musiker zongoraművész kíséretével előadja a Watch What Happens és a Steppin′ Out with My Baby című dalokat. Következő száma a Fly Me to the Moon, amelyet csendesen, jazzgitárral kísérve énekel el. Szólóelőadásait mindig álló ovációval fogadja a közönség. Gaga ismét csatlakozik Bennetthez egy arany flitteres ruhában, és a közönséggel együtt elénekli neki a Happy Birthday-t. Ezután előadják a The Lady Is a Tramp című dalt, amely az első közösen rögzített duettjük volt 2011-ben. Visszatérnek Cole Porter dalaihoz a Love for Sale és az Anything Goes előadásával. Bennett az ikonikus I Left My Heart in San Francisco című slágerével zárja előadását. Gaga visszatér a színpadra, és Bennetthez intéz néhány szót: „Tony, mindannyian nagyon hálásak vagyunk, hogy tanúi lehettünk a tehetségednek, nagylelkűségednek, kreativitásodnak, kedvességednek és mindannak, amit ezekben az években tettél. Mr. Bennett, megtiszteltetés lenne számomra, ha lekísérhetnélek a színpadról.” Ezután ketten lassan elhagyják a színpadot, Bennett pedig zenekari kíséret mellett int búcsút a közönségnek.

## Fogadtatás
Andrea Whittle a W Magazine-ben a koncertet „csillogó, extravagáns, érzelmes estének” nevezte, és kiemelte Bennett „meglepően magabiztos” előadását. Hilary Hughes a Vulture-tól úgy vélekedett, hogy az előadás „csodálatos, nagyszerű” volt, és megjegyezte, hogy Bennett életkora és egészségi állapota ellenére „a vibratója ritkán csúszott mellé”, és „összesen 17 dalt adott elő, [...] szinte hibátlanul, alig tévesztve el egyetlen dalszöveget is”. John Anderson a The Wall Street Journal-ben azt írta, hogy bár Bennett hangmagassága „már nem a régi”, ritmusérzéke változatlanul tökéletes, az időzítése pedig kifogástalan. Bár Gaga táncát néhol „kicsit ügyetlennek” nevezte, dicsérte énekesi képességeit, és kiemelte látható „önzetlenségét” Bennett iránt, amely szerinte az előadás sikerének egyik kulcseleme volt. Patrick Ryan a USA Today-ben mindkét énekest méltatta, mondván, hogy Gaga „egyszerre volt érzéki és őszinte a sztenderdekből álló repertoárja során”, míg Bennett „ugyanolyan friss és karizmatikus volt, mint mindig”. Johnny Loftus a Decider-ben úgy fogalmazott, hogy a különkiadás „egyszerre méltó nyilvános búcsú egy zenei legendától, és egy szórakoztató visszatekintés az élő szórakoztatóipar aranykorára”. A One Last Time: An Evening with Tony Bennett and Lady Gaga premierje 2021. november 28-án 6,38 millió nézőt vonzott, és a 18–49 éves korosztályban 0,44/3-as ratinget ért el.

## Díjak és jelölések
| Díj                | Ceremónia dátuma    | Kategória                                                            | Díjazott(ak) | Eredmény | Forr.  |
| ------------------ | ------------------- | -------------------------------------------------------------------- | --- | -------- | ------ |
| Primetime Emmy-díj | 2022. szeptember 3. | Legjobb varieté különkiadás (előre felvett)                          | Alex Coletti, Bruce Gillmer, Jack Sussman, Danny Bennett és Bobby Campbell (vezető producerek); Gillian Appleby (vezető producer); Allison Roithinger, Chris Vineyard és Jennifer Lebeau (producerek); Lady Gaga és Tony Bennett (házigazdák)                    | Jelölve  | [ 17 ] |
| Primetime Emmy-díj | 2022. szeptember 3. | Legjobb világítás tervezés vagy rendezés (varieté különkiadás)       | Leroy Bennett és Jason Baeri | Jelölve  | [ 17 ] |
| Primetime Emmy-díj | 2022. szeptember 3. | Legjobb zenei rendezés                                               | Michael Bearden és Lee Musiker | Jelölve  | [ 17 ] |
| Primetime Emmy-díj | 2022. szeptember 3. | Legjobb technikai rendezés, kameramunka, videóvezérlés (különkiadás) | Lori Gallati (technikai rendező); Rob Balton, Jerry Cancel, Eli Clarke, Robert Del Russo, Dave Driscoll, Jay Kulick, Jeff Latonero, Lyn Noland, Mark Renaudin, Carlos Rios, Jim Scurti, Tim Quigley és Dan Zadwarny (kamerakezelők); J.M. Hurley (videóvezérlés) | Jelölve  | [ 17 ] |

## Stáblista és közreműködők
Az alábbiak a koncert különkiadás programjából származnak.
- Tony Bennett – fő ének
- Lady Gaga – fő ének

Tony Bennett Kvartett
- Lee Musiker – zenei vezető, zongora
- Harold Jones – dobok
- Gray Sargent – gitár
- Marshall Wood – basszusgitár

Lady Gaga Kvintett
- Brian Newman – zenekarvezető, trombita
- Alex Smith – zongora
- Daniel Foose – basszusgitár
- Steve Kortyka – szaxofon
- Donald Barrett – dobok

Zenekar
| - Jill Dell'Abate – karmester - Tia Allen – brácsa - Caleb Burhans – brácsa - Hayden Oliver – brácsa - Yuko Naito – brácsa - Randy Andos – basszusharsona - Mariko Anraku – hárfa - Nuno Antunes – klarinét - Philip Payton – hegedű - Antoine Silverman – hegedű - Hiroko Taguchi – hegedű - Belinda Whitney – hegedű - Laura Frautschi – hegedű - Maggie Gould – hegedű | - Anna Luce – hegedű - Hae Young Ham – hegedű - Robin Braun – hegedű - Sean Carney – hegedű - Monica Davis – hegedű - Fred Gnaman – hegedű - Maxim Mostin – hegedű - Chala Yancy – hegedű - James Burton – harsona - Darius Christian Jones – harsona - Mike Davis – harsona - Braxton Cook – alt szaxofon/fuvola - Brandon George Patrick – fuvola - Kim Lewis – fuvola | - David Finck – basszusgitár - Frank Greene – trombita - Tony Kadleck – trombita - Brandon Lee – trombita - Jon Owens – trombita - Aaron Heick – alt szaxofon/oboa - Emily Bruausa – cselló - Clarice Jensen – cselló - Adele Stein – cselló - Diane Lesser – oboa - Dave Mann – tenor szaxofon/fuvola - Dave Riekenberg – baritonszaxofon/basszusklarinét - Andy Snitzer – tenor szaxofon/klarinét |

Produkció
| - Alex Coletti – rendező - Allison Roithinger – producer - Gillian Appleby – vezető producer - Chris Vineyard – producer - Jennifer Lebeau – producer | - Leroy Bennett – produkciós és világítástervező - Dae Bennett – zenei keverés és szerkesztés - Michael Bearden – karmester és zenei vezető - Lizz Zanin – társ-rendező - Julie Lorusso – társ-rendező | - Benny Almonte – színpadi menedzser - Steven Van Patten – színpadi menedzser - Mari Keiko Gonzalez – vágó - Guy Harding – vágó - Bales Karlin – produkciós menedzser |

## Fordítás
Ez a szócikk részben vagy egészben  az   One Last Time: An Evening with Tony Bennett and Lady Gaga című angol Wikipédia-szócikk fordításán alapul.  Az eredeti cikk szerkesztőit annak laptörténete sorolja fel. Ez a jelzés csupán a megfogalmazás eredetét és a szerzői jogokat jelzi, nem szolgál a cikkben szereplő információk forrásmegjelöléseként.